# XHTML+Voice
XHTML+Voice (conhecido também como X+V) é uma linguagem XML multimodal para a interação dos usuários com a interface. As duas modalidades essenciais são a visual e auditiva.